# 微软最有价值专家
微软最有价值专家 （Microsoft Most Valuable Professional，以下簡稱 MVP)，是那些具备一种或多种微软技术专业知识，在微软相关技术社区中贡献突出的专家。
目前全球大約有3800位左右MVP，截止到2025年1月，全球排名前十的MVP区域包括
- 美国：599位
- 英国：324位
- 荷兰：201位
- 日本：182位
- 德国：179位
- 中國大陸：160位（不含台湾和香港）
- 巴西：157位
- 法国：143位
- 加拿大：141位
- 印度：137位

## 歷史
微軟 MVP 計畫是自 1993 年開始的，當時微軟的技術討論區只建立在 CompuServe，在 1996/4/9 時，微軟開始成立 Internet NNTP 討論區，並於 1996/4/10 截止在 CompuServe 上的討論區服務，微軟 MVP 計畫也跟著移到 Microsoft NNTP 討論區，不過在 1999/10/21 時發生MVP 計畫終止與恢復事件(MVP Program Cancellation and Reinstatement)，險些讓 MVP 計畫從此消失。2003 年時，MVP 計畫向全球擴張，並且選出 MVP Worldwide Program 首屆的 1200 位 MVP，至今，全球已至少有 3500 位 MVP。 

### MVP 計畫終止與恢復事件
在 1999年10月21日時，由微軟寄出了一封信，寄信者是 Microsoft Business Development 的主管 (Director) Joseph Lindstrom，在信中宣布了 MVP 計畫終止 (abandon) 的消息，此信一出，引起許多 MVP 的震撼與關切，數以千計的陳情郵件湧向 Bill Gates，Steve Ballmer 與其他當時任職微軟副總裁的主管信箱，促使微軟重新考慮終止 MVP 計畫的決定，並在決定終止 MVP 計畫的四天後，即 1999/10/25，宣布 MVP 計畫恢復 (reinstated)，並且於 10/26 宣布進一步的細節，讓 MVP 計畫得以繼續存在。

## 資格
微軟的 MVP 是由微软正式员工或在任MVP推薦，經由微軟的審核與選拔，獲選者才得由微軟授予的獎勵活動。
由於 MVP 主要是授予給在技術上相當活躍，有足夠專業能力，並且經常利用各種管道來散布與分享其技術心得的專業人士，因此大部份都是以在微軟社群 (Microsoft Communities) 以及與其相關之使用者論壇 (User Groups, Forums) 有相當資歷的人，並不是只有在社群中活躍的專家才具有選拔 MVP 的資格。
當選 MVP 的通常都是：
- 在微軟社群或是其相關使用者論壇中，具有一定地位（板主，或是具有相當貢獻並被認可）的人。
- 在網路上經營網站或部落格，並且經常分享與微軟有關的技術與心得的人。
- 書籍作者，其著作多以微軟技術或產品有關的人。
- 從事教育訓練工作，並教授微軟課程的講師。

因此想要參與 MVP 的甄選，至少要滿足這兩個核心要件：
- 具有足夠的專業能力。
- 具有比常人更高的熱忱。

微軟並沒有特別為 MVP 訂定甄選的標準，不過微軟要求參與 MVP 甄選的候選人，必須要年滿 18 歲。
微軟授予合格者 MVP 資格的有效期均為一年，並得連選連任。

## 屬性
微軟的 MVP 依照其技術認可的領域，分為開發人員與非開發人員兩類，目前共有十五大類，87 種的產品與技術。
- Business Management (以 Microsoft Dynamics 系列產品為主)
- Business Productivity (以 Microsoft Office 系列產品為主)
- Client Operating System (以 Windows 系列產品為主)
- Communications & Collaboration (以 Exchange Server，Live Communication Server 以及 SharePoint Server 系為主)
- Consumer Solutions (以消費性軟體為主)
- Data & Storage (以 SQL Server 與儲存管理有關的產品為主)
- Data Center Management (以 Windows Server 技術與 System Center 管理產品為主)
- Development Platforms (以微軟的 .NET，ASP.NET 等開發技術為主)
- Development Tools (以 Visual Studio 系開發工具與程式語言為主)
- Devices (以開發嵌入式裝置與行動裝置為主)
- Entertainment (以 Xbox，Microsoft Games 等遊戲與娛樂平台與軟體為主)
- Identity & Access (以微軟的 Identity Integration Server 與 Active Directory 技術為主)
- Online Services (以 MSN，Windows Live，Virtual Earth，Hotmail 等工具與線上服務為主)
- Server Solutions (以 Windows Server System 為主)
- Virtualization (以 Windows 與軟體虛擬化平台為主)

## 獎勵
當選 MVP 的專業人員，可以得到由微軟提供的 MVP Award 一份，並且擁有下列權利：
- 微軟總部授予的微軟 MVP 證書。
- 在自己的部落格，著作，網站或個人資料中使用 MVP Logo 的權利（其圖像以及使用方式可於獲獎時由 MVP 成員網站中下載）。
- 微軟 MVP 標誌的禮物。
- 技術訂閱（下列二項擇一）：
  - 非開發工具系的 MVP:
    - MSDN Visual Studio Professional with MSDN Premium Subscription CD/DVD/Online
    - TechNet Plus CD/DVD/Online

  - 開發工具系的 MVP:
    - MSDN Visual Studio Team Suite with MSDN Premium Subscription CD/DVD/Online
    - TechNet Plus CD/DVD/Online
- 可以存取微軟 MVP 專屬網站、MVP 專屬討論區或線上廣播 。
- 邀請 MVP 參與微軟公司的相關活動等，包括參加 MVP 全球年會。
- 其他與微軟互動的機會。

由於 MVP 的性質和一般的使用者不同，微軟會非常樂意和 MVP 的當選人分享一些微軟內部的資訊，像是未上市的產品或技術預覽，制定規格文件，或是請 MVP 參與產品開發有關的意見會議等等，因為這種類型的資訊通常都是微軟的商業機密，因此 MVP 需要簽署一份保密合約 (NDA, Non-disclosure Agreement)，以保護微軟以及 MVP 雙方的權益。

## 找到微软最有价值专家
通过引入专门用于MVP的站点，现在可以更轻松地从特定国家和特定专业领域找到MVP。 联系MVP的需要可以是用户特定的。 最常见的目的是注册微软学生伙伴关系（MSP）计划的学生。 2011年该计划的更新现在允许MSP学生直接联系MVP进行培训。 这取决于MSP学生联系的MVP的可用性和接受程度。 除其他目的外，可能会联系MVP以获取运行微软产品的本地和组装设备的帮助。 任何人都可以使用Microsoft MVP网站上的高级搜索按位置和/或专业知识定位MVP获奖者。
微软社区是一个将用户与不同类型的专家（包括Microsoft MVP）连接起来的网站。 用户可以根据MVP的可用性发送个人消息或在论坛上联系MVP。 微软社区的概念是为其用户提供非官方支持，类似于Windows Live QnA。 该论坛网站几乎涉及所有产品，因此用户可以从几乎所有专业领域获得MVP。
Windows社区是一个微软特色社区，主要处理有关Microsoft Windows操作系统和相关应用程序以及新闻的帮助和信息。 人们可以在Windows社区的作者页面上找到来自不同领域和专业知识的MVP。 但是，该网站缺少一份MVP获奖者名单，可以让人们更容易找到特定地区和位置的微软专家。
与微软的MVP计划不同，一些当前和以前的MVP维护了MVPS.org网站和邮件托管服务。该站点供微软使用任何授予MVP状态的个人使用，并提供了一个平台，用于通过各种微软应用程序和技术中的技术站点继续其MVP工作。 MVPS.org与微软没有任何关联，资助或管理。 MVP网站的列表，这些网站的托管以及MVPS.org电子邮件地址是在MVP向MVPs.org管理员请求之后严格提供给MVP的，因为他们的配置文件已由Microsoft MVP程序发布。自1995年以来，MVPS.org上的名字仅代表MVP获奖者的一小部分，并不打算成为当前和过去获奖者的最终列表。对于非微软MVP博客网站也是如此，该网站是MVP博客的集合，但不是来自微软在微软自己的博客网站上授予官方“博主”身份的博主。

## 誤解
外界常有人誤認為 MVP 為微軟內部員工，事實上 MVP 僅是微軟對於在其產品有特別貢獻的專家的一種獎勵，所有的行為皆為當選 MVP 個人義務上的協助，而非微軟內部聘任之員工。

## 全球范围内的MVP项目丑闻
微软威胁对MVP获得者采取法律行动 （页面存档备份，存于）
微软给恶意广告组件推送者办法了MVP奖 （页面存档备份，存于）
我不再担任微软最有价值专家 （页面存档备份，存于）
为什么微软最有价值专家项目出问题了？ （页面存档备份，存于）
一位“名誉扫地”的前微软最有价值专家的自白 （页面存档备份，存于）
够了！是时候停止微软最有价值专家项目了